# 데이비드 더스트몰치언
데이비드 더스트몰치언(영어: David Dastmalchian, 1975년 7월 21일 ~ )은 미국의 배우, 작가, 프로듀서이다. 여러 슈퍼히어로 프랜차이즈에서 조연으로 활약했다. "다크 나이트"(2008년)에서 토마스 쉬프 역을, "앤트맨" 시리즈에서 커트와 베브 역을, CW의 "플래시"에서 아브라 카다브라 역을, "더 수어사이드 스쿼드"(2021년)에서 폴카도트맨 역을 맡았다.
더스트몰치언은 드니 빌뇌브 감독의 세 작품 "프리즈너스"(2013년), "블레이드 러너 2049"(2017년), "듄"(2021년)에 출연하였다. 주로 캐릭터 배우로 알려져 있지만, 2014년 자전적 요소가 담긴 영화 "애니멀스"에서는 주연을 맡았으며 각본도 썼다. 또한 2023년 공포 영화 "악마와의 토크쇼"에서는 주연을 맡고 제작으로도 참여했다.

## 어린 시절
데이비드 더스트몰치언은 1975년 7월 21일 펜실베이니아주 앨런타운에서 프리실라와 호세인 더스트몰치언 사이에서 태어났다. 아버지는 엔지니어링 회사 블랙 앤 비치에서 일한 아르메니아계와 이란계 미국인 엔지니어였다. 두 명의 누이와 한 명의 형제가 있다. 부모는 이혼했는데, 그는 이를 "격동적"이었다고 묘사했으며, 양쪽 부모 모두 재혼했다. 캔자스주 오벌랜드파크에서 자랐고, 그곳의 쇼니 미션 사우스 고등학교를 다녔으며 연극부 활동을 하다 1994년에 졸업했다. 그는 캔자스시티 대도시 지역에서의 성장을 "한편으로는 매우 전통적이고 보수적인 공동체였지만, 다른 한편으로는 예술과 KC 및 주변 교외 지역의 문화를 통해 연결성을 찾던 급진적이고 비주류적이며 예술적이고 진보적인 사람들의 무리가 있었던 곳"이라고 묘사했다.
어린 시절 더스트몰치언은 백반증이 생겼고, 이로 인해 또래들로부터 조롱을 받았다. 결과적으로 어린 시절 내내 우울증을 겪었다. 성장기에 미식축구, 연극, 그리고 만화를 좋아했으며, 잔디를 깎아 돈을 모아 만화책을 사곤 했다. 디폴 대학교 연극학교에서 공부했고 1999년에 졸업했다. 배우로서의 경력을 시작하기 전, 5년 동안 헤로인 중독으로 고통받았다. 그는 자신의 경험을 "애니멀스"라는 시나리오로 썼으며, 지속적으로 정신 건강과 약물 중독 치료 프로그램을 지지하고 있다. 금단 직후, 캔자스시티의 한 해산물 식당에서 일했다. 또한 잠시 알래스카에서 어부로 일하기도 했다.

## 경력
더스트몰치언은 2000년대 중반 시카고에서 무대와 광고 분야에서 일하며 전문적인 경력을 시작했다. 시카고의 셰터드 글로브 극장에서 테네시 윌리엄스의 "유리동물원"과 샘 셰퍼드의"매장된 아이"의 주연으로 호평을 받았다. 그는 여러 시카고 극단과 관련을 맺었고 카페인 극단의 예술 협력자였다.
그의 영화 데뷔는 2000년대 후반 크리스토퍼 놀란의 "다크 나이트"에서 조커의 광기 어린 부하 토마스 쉬프 역으로 이루어졌다. 드니 빌뇌브의 "프리즈너스"에서 밥 테일러 역할로 좋은 평가를 받았다. 타임지의 리처드 콜리스는 더스트몰치언의 연기를 "수다스럽고 겸손하면서도 미묘한 정신병적 특징을 보이는 훌륭한 연기"라고 평했고, 가디언의 폴 맥인네스는 그의 새로운 용의자로서의 등장을 "세븐"에서의 케빈 스페이시의 등장과 비교했다.
2014년 3월, 더스트몰치언은 사우스 바이 사우스웨스트 영화제에서 스토리텔링 용기 부문 특별 심사위원상을 받았다. 그는 콜린 시플리가 감독한 영화 "애니멀스"의 각본을 쓰고 주연을 맡았다. 오스틴 크로니클의 애슐리 모레노는 더스트몰치언의 각본이 "약물 남용에 관한 영화에서 종종 부족한 진정성을 보여준다"고 평했다. 필름 스리트의 브라이언 탈러리코 역시 더스트몰치언의 돋보이는 연기를 칭찬하며, "과장하지 않고 중독자의 몸짓에서 나오는 자기 혐오감을 포착하는 능력"을 언급했다.
그 외의 영화 출연으로는 심리 스릴러 "디 임플로이어", 인디 그라인드하우스 히트작 "스시 걸", 드라마 "캐스"(샌디에고 흑인영화제 수상작), "걸스 윌 비 걸스 2012"(2003년 컬트 히트작 "걸스 윌 비 걸스"의 속편), "세이빙 링컨", "버진 알렉산더", "앤트맨", 미셸 프랑코의 "크로닉" 등에서 주조연을 맡았다.
더스트몰치언은 텔레비전 시리즈에도 출연하였다: "맥가이버"에서 주인공의 숙적 머독 역으로 11편에 걸쳐 출연; 폭스의 SF 시리즈 "올모스트 휴먼"의 '사이먼 세이즈' 에피소드에서 사이먼 역; CBS 과학수사 드라마 시리즈 "CSI: 과학수사대"에서 체스 전문가이자 살인 용의자 역; BBC 드라마 시리즈 "인트루더스"에서 오즈 터너 역. 그 외에도 FX 시트콤 "더 리그", 쇼타임 범죄 드라마 시리즈 "레이 도노반", NBC 의학 드라마 "ER" 등에 출연했다.
여러 DC 스튜디오 텔레비전 쇼에 출연했다; 그는 "플래시"의 시즌 3과 7에서 DC 코믹스 빌런 아브라 카다브라 역을, TV 시리즈 "고담" 시즌 2에서 드와이트 폴라드 역을 맡았다.
2017년, 더스트몰치언은 드니 빌뇌브가 감독한 "블레이드 러너 2049"에서 작은 역할을 맡았다. 이듬해, 그는 다시 "앤트맨"의 속편인 "앤트맨과 와스프"에서 커트 역을 재연했다. 2021년에는 "더 수어사이드 스쿼드"에서 폴카도트맨을 연기했는데, 백반증으로 인해 어린 시절 겪었던 괴롭힘을 바탕으로 캐릭터에 개인적으로 공감했다고 밝혔다. 같은 해 말, 빌뇌브와의 세 번째 협업작인 "듄"에서 피터 드 브리스 역을 맡았다. 2023년에는 공포 영화 "악마와의 토크쇼"와 "부기맨", "데메테르 호의 마지막 항해"에서 주연을 맡았다. 또한 같은 해 크리스토퍼 놀란의 전기 서사시 "오펜하이머"에서 윌리엄 L. 보든이라는 조연으로 출연했다.
연기 경력 외에도 더스트몰치언은 만화책 작가이기도 하다. 2019년, 그는 루카스 케트너가 일러스트를 그린 다크 호스 코믹스 시리즈 "카운트 크라울리"를 선보였다.

## 사생활
더스트몰치언은 2014년 예술가 에블린 "이브" 리와 결혼했고, 두 자녀와 함께 로스앤젤레스에서 살고 있다.

## 출연작 목록

### 영화
| 연도 | 제목                             | 원제                                 | 배역            | 비고       |
| ---- | -------------------------------- | ------------------------------------ | --------------- | ---------- |
| 2008 | 다크 나이트                      | The Dark Knight                      | 토머스 시프     |            |
| 2009 | 호스맨                           | Horsemen                             | 테런스          |            |
| 2012 | 처녀들의 만찬                    | Virgin Alexander                     | 행크            |            |
| 2012 | 스시 걸                          | Sushi Girl                           | 넬슨            |            |
| 2013 | 링컨 구하기                      | Saving Lincoln                       | 에커트 소령     |            |
| 2013 | 엠플로이어                       | The Employer                         | 제임스 해리스   |            |
| 2013 | 프리즈너스                       | Prisoners                            | 밥 테일러       |            |
| 2014 | 애니멀스                         | Animals                              | 주드            |            |
| 2014 | 앵그리 비디오 게임 너드: 더 무비 | Angry Video Game Nerd: The Movie     | LJ 응           |            |
| 2015 | 크로닉                           | Chronic                              | 버나드          |            |
| 2015 | 앤트맨                           | Ant-Man                              | 커트            |            |
| 2017 | 벨코 실험                        | The Belko Experiment                 | 로니            |            |
| 2017 | 블레이드 러너 2049               | Blade Runner 2049                    | 코코            |            |
| 2018 | 앤트맨과 와스프                  | Ant-Man and the Wasp                 | 커트            |            |
| 2018 | 버드 박스                        | Bird Box                             | 휘파람 약탈자   |            |
| 2018 | 백만 개의 작은 조각들            | A Million Little Pieces              | 로이            |            |
| 2018 | 더 도메스틱스                    | The Domestics'                       | 윌리 커닝햄     |            |
| 2018 | 릴렉서                           | Relaxer                              | 캠              |            |
| 2018 | 천국에서 무덤까지                | All Creatures Here Below             | 겐산            |            |
| 2019 | 굿 티처                          | Teacher                              | 제임스 루이스   |            |
| 2019 | 매드니스 인 메소드               | Madness in the Method                | 목격자          |            |
| 2019 | 제이 앤 사일런트 밥 리부트       | Jay and Silent Bob Reboot            | 스와트 대원     | 카메오     |
| 2021 | 배트맨: 더 롱 할로윈, 파트 투    | Batman: The Long Halloween, Part Two | 펭귄 / 캘린더맨 | 애니메이션 |
| 2021 | 더 수어사이드 스쿼드             | The Suicide Squad                    | 폴카도트맨      |            |
| 2021 | 듄                               | Dune                                 | 피터 드 브리스  |            |
| 2023 | 부기맨                           | The Boogeyman                        | 레스터 빌링스   |            |
| 2023 | 악마와의 토크쇼                  | Late Night with the Devil            | 잭 델로이       |            |
| 2023 | 배트맨: 더 둠 댓 케임 투 고담    | Batman: The Doom That Came to Gotham | 그렌든          | 애니메이션 |
| 미정 | 보스턴 스트랭글러                | Boston Strangler                     | 앨버트 데살보   |            |
| 미정 | 오펜하이머                       | Oppenheimer                          | 미정            |            |
| 미정 | 데메테르의 마지막 모험           | The Last Voyage of the Demeter       | 보이첵          |            |

### 텔레비전 드라마
| 연도    | 제목                                 | 원제                                 | 배역            | 비고                                    |
| ------- | ------------------------------------ | ------------------------------------ | --------------- | --------------------------------------- |
| 2008    | ER                                   | ER                                   | 청년            |                                         |
| 2012    | 더 리그                              | The League                           | 모그 워커       |                                         |
| 2013    | 레이 도노반                          | Ray Donovan                          | 영어 선생       |                                         |
| 2014    | CSI 과학수사대                       | CSI: Crime Scene Investigation       | 리 크로즈비     |                                         |
| 2014    | 올모스트 휴먼                        | Almost Human                         | 사이먼          |                                         |
| 2014    | 인트루더스                           | Intruders                            | 오즈 터너       |                                         |
| 2015    | CSI: 사이버                          | CSI: Cyber                           | 로건 리브스     | "Family Secrets" 에피소드               |
| 2016    | 12 몽키즈                            | 12 Monkeys                           | 카일 슬레이드   | 2회분 출연                              |
| 2016-21 | 맥가이버                             | MacGyver                             | 머독            | 조연                                    |
| 2017    | 고담                                 | Gotham                               | 드와이트 폴러드 | 2회분 출연                              |
| 2017    | 플래시                               | The Flash                            | 아브라 카다브라 | "Abra Kadabra" 에피소드                 |
| 2017    | 트윈 픽스                            | Twin Peaks                           | 핏 보스 워릭    | 3회분 출연                              |
| 2019    | 리프라이즐                           | Reprisal                             | 존슨            | 주연                                    |
| 2021    | 왓 이프...?                          | What If...?                          | 커트            | 애니메이션                              |
| 2022    | 부울렛 브라더스의 드라굴라: 타이탄스 | The Boulet Brothers' Dragula: Titans | 본인            | 게스트 심사위원, 에피소드 3             |
| 2024    | 더 루키                              | The Rookie                           | 레이 왓킨스     | 에피소드: "The Vow", "Secrets and Lies" |
| 2024    | 미라클 워커스                        | Miracle Workers                      | 우굴루스 슬리즈 | 에피소드: "H.O.A"                       |
| 2025    | 원피스                               | One Piece                            | Mr.3            | 공개 예정                               |
| 미정    | 머더봇                               | Murderbot                            | 구래신          | 공개 예정                               |